# アーレフ・モハマッド
アーレフ・モハマッド（1907年 - 1984年）は、アフガニスタンの軍人、政治家、外交官。大将。王政時代の国防相、各国大使を歴任した。

## 経歴
父はパシュトゥーン人、モハマッドザイ部族出身、母はパシュトゥーン人、サフィ部族出身。
カブールのアマニ学校を卒業。カブールの陸軍大学を卒業し、1938年までトルコの軍事教育施設に研修した。
- 1938年〜1939年 - ナビ・チャフリのアフガニスタン北部遠征に参加。その後、ドイツに研修。
- 1939年 - 東部州で勤務した後、国防省人事訓練部長となる。
- 1948年〜1953年 - カブール軍団長
- 1953年〜1955年 - 国防相
- 1956年〜1960年 - 駐チェコスロバキア・ポーランド・ハンガリー代理公使（大使代行）
- 1960年〜1965年 - 駐ユーゴスラビア・ブルガリア大使
- 1965年〜1972年 - 駐ソ連・フィンランド・ルーマニア大使

ドイツで死去。

## パーソナル
妻帯。妻アミーナは、モハマッド・アリーの娘。2男1女を有し、娘はダーウード・パシュトゥーンヤル公に嫁いだ。
トルコ語とドイツ語を話した。